# ゴットロープ・フレーゲ
フリードリヒ・ルートヴィヒ・ゴットロープ・フレーゲ（Friedrich Ludwig Gottlob Frege, 1848年11月8日 - 1925年7月26日）は、ドイツの哲学者、論理学者、数学者。現代の数理論理学、分析哲学の祖とされる。
バルト海に面したドイツの港町ヴィスマールに生まれる。母アウグステ・ビアロブロツキーはポーランド系。イェーナ大学で学び、その後ゲッティンゲン大学に移り1873年に博士号を取得。その後イェーナに戻り、1896年から数学教授。1925年死去。

## 業績
フレーゲは、古代ギリシア（ギリシア哲学）のアリストテレス以来の伝統的論理学の革命を遂行し、数学の哲学である「論理主義」 を提唱した。革命的な『概念記法』(Begriffsschrift) は1879年に出版され、アリストテレス以来2,000年変わらずに続いていた伝統論理学を一掃して論理学の新時代を切り開いた。今日の数学で定着している∀（任意の）や∃（存在する）のような量化はこのフレーゲの業績に基づいている。
フレーゲは命題論理と述語論理の公理化を最初に行った人物であり、特に述語論理はそれ自体がフレーゲの発明である（実際には概念記法は高階論理の体系であり、ラムダ計算の祖ともいえる極めて先駆的なものである）。しかしそれらがあまりにも先進的、独創的であったがゆえにフレーゲの同時代にはその意義は十分に理解されなかった。彼の概念が広まったのは、ジュゼッペ・ペアノやバートランド・ラッセルらによるところが大きい。ルートヴィヒ・ウィトゲンシュタインとエトムント・フッサールは、フレーゲの影響を大きく受けた哲学者である。また、ルドルフ・カルナップはフレーゲの授業に出席しており、彼の（カルナップによればシャイな）性格について書き残している。
またフレーゲは言語哲学や分析哲学の基礎を確立した人物の一人としても数えられる。「意義と意味について」における意味（独：Bedeutung, 英：meaning, reference）と意義（独：Sinn, 英：sense）の区別、概念と対象との区別などで知られる。
フレーゲは数学は論理に帰着しうるとする論理主義の最初の主要な論客でもあり、彼の『算術の基本法則』(Grundgesetze der Arithmetik) は自然数論および実数論を論理から導こうとする企てであった。しかしラッセルが『算術の基本法則』の公理系が矛盾を引き起こすこと（いわゆるラッセルの逆理）を発見して指摘したため、2巻の補遺にこの矛盾について認める文言が付されている。フレーゲ自身はなんとか矛盾を回避する方法を模索したが、フレーゲの修正案にも欠陥があることが、1938年にスタニスワフ・レシニェフスキによって示された。
フレーゲの体系に矛盾が生じた原因は、ながらく彼の第5法則に帰されてきた。しかし後にチャールズ・パーソンズ、ジョージ・ブーロス、リチャード・ヘックらによって、第5法則に訴えずとも、いわゆる「ヒュームの原理」から、矛盾を生む自然数論が導出可能であることが示された。これにより、近年ではフレーゲの論理主義を再評価する動きが強まっている。

## 経歴
- 1848年 ヴィスマールにて出生。
- 1854年 ヴィスマールのギムナジウムに進学。
- 1866年 父カール・アレクサンダーが死去。
- 1869年 ヴィスマールのギムナジウムを卒業、イェーナ大学に進学。
- 1871年 イェーナ大学卒業。
- 1871年頃 ゲッティンゲン大学に移動。
- 1873年 数学の博士号を取得。
- 1874年 イェーナ大学に大学教授資格論文を提出し、数学科の私講師に採用される。
- 1879年 『概念記法』を刊行。
- 1879年頃 イェーナ大学の員外教授に昇進。
- 1884年 『算術の基礎』を刊行。
- 1885年 イェーナ医学・自然科学協会で「算術の形式的理論について」を講演。
- 1887年 マルガレート・リーゼブルクと結婚。
- 1891年 イェーナ医学・自然科学協会で「関数と概念」を講演。
- 1892年 論文「意義と意味について」、「概念と対象について」を発表。
- 1893年 『算術の基本法則』第1巻を刊行。
- 1895年 リューベックで第67回ドイツ自然科学者・医学者大会の数学・天文部会で講演し、ダフィット・ヒルベルトと出会う。
- 1896年 イェーナ大学の正名誉教授に昇進。
- 1898年 母アウグステ・ビアロブロツキー死去。
- 1899年 フレーゲとペアノとの交換書簡をペアノの雑誌 Rivista di matematica 上に発表。
- 1900年頃 アルフレートを養子に迎える。
- 1900年 パリ国際哲学会議に招待講演を依頼されるが断る。
- 1902年 ラッセルから「ラッセルのパラドックス」を知らせる手紙が届く。
- 1903年 『算術の基本法則』第2巻を刊行する。枢密顧問官の称号を授与される。
- 1905年 妻マルガレート死去。
- 1911年 ウィトゲンシュタインがフレーゲを訪ねる。
- 1912年 ケンブリッジ数学会議に招待講演を依頼されるが断る。
- 1917年 ウィトゲンシュタインよりウィーンに招待されるが断る。
- 1918年 イェーナ大学を退職、バート・クライネンに引退。
- 1925年 バート・クライネンにて死去。

## 著作
- Begriffsschrift, eine der arithmetischen nachgebildete Formelsprache des reinen Denkens. Louis Nebert, Halle a. S. 1879 (online)
藤村龍雄編『概念記法』勁草書房、1999年
- Anwendungen der Begriffsschrift. In: Jenaische Zeitschrift für Naturwissenschaft. 13 Supplement 2, 1879, S. 29 (im Internet-Archiv)
藤村龍雄、大木島徹訳「概念記法の応用」、藤村龍雄編『概念記法』勁草書房、1999年、所収
- Die Grundlagen der Arithmetik. Eine logisch mathematische Untersuchung über den Begriff der Zahl. Wilhelm Koebner, Breslau 1884 (im Internet-Archiv, dito)
野本和幸、土屋俊編『算術の基礎』勁草書房、2001年
- Function und Begriff. Vortrag gehalten in der Sitzung vom 9. Januar 1891 der Jenaischen Gesellschaft für Medicin und Naturwissenschaft. Hermann Pohle, Jena 1891 (im Internet-Archiv)
野本和幸訳「関数と概念」、黒田亘、野本和幸編『哲学論集』勁草書房、1999年、所収
- Über Sinn und Bedeutung. In: Zeitschrift für Philosophie und philosophische Kritik. 1892, S. 25–50 (Digitalisat und Volltext - Deutschen Textarchiv; online; PDF; 46 kB)
土屋俊訳「意義と意味について」、黒田亘、野本和幸編『哲学論集』勁草書房、1999年、所収
- Über Begriff und Gegenstand. In: Vierteljahrsschrift für wissenschaftliche Philosophie. 16. Jahrgang, Nr. 2, 1892, S. 192–205.
野本和幸訳「概念と対象について」、黒田亘、野本和幸編『哲学論集』勁草書房、1999年、所収
- Grundgesetze der Arithmetik. Hermann Pohle, Jena 1893 (Band I) 1903 (Band II) (online)
野本和幸編『算術の基本法則』勁草書房、2000年
- Was ist eine Funktion? In: Stefan Meyer (Hrsg.): Festschrift Ludwig Boltzmann gewidmet zum sechzigsten Geburtstage, 20. Februar 1904. Johann Ambrosius Barth, Leipzig 1904, S. 656 f. (im Internet-Archiv, dito, dito)
野本和幸訳「関数とは何か」、黒田亘、野本和幸編『哲学論集』勁草書房、1999年、所収
- Grundlagen der Geometrie (Zweite Reihe). In: Jahresbericht der Deutschen Mathematiker-Vereinigung. 15, 1906 (beim GDZ: I, II, III)
田村祐三、岡本賢吾、長沼淳訳「幾何学の基礎について」、野本和幸、飯田隆編『数学論集』勁草書房、2001年、所収
- Der Gedanke. Eine logische Untersuchung. In: Beiträge zur Philosophie des deutschen Idealismus. Band I: 1918–1919. S. 58–77 (online; PDF; 49 kB)
野本和幸訳「思想：論理探求〈1〉」、黒田亘、野本和幸編『哲学論集』勁草書房、1999年、所収
- Die Verneinung. In: Beiträge zur Philosophie des deutschen Idealismus. Band I: 1918–1919. S. 143–157.
野本和幸訳「否定：論理探求〈2〉」、黒田亘、野本和幸編『哲学論集』勁草書房、1999年、所収
- Gedankengefüge. In: Beiträge zur Philosophie des deutschen Idealismus. Band III: 1923. S. 36–51.
高橋要訳「複合思想：論理探求〈3〉」、黒田亘、野本和幸編『哲学論集』勁草書房、1999年、所収

## 参照
1. ↑  "Frege's Technical Concepts" in Leila Haaparanta; Jaakko Hintikka (1986). Essays on the Philosophical and Foundational Work of Gottlob Frege. Synthese Library, Vol. 181. Springer. pp. pp. 253-295. ISBN 978-90-277-2126-6
2. ↑  “ネイティヴによる「Gottlob Frege」の発音”.  Forvo. 2016年3月28日閲覧。
3. ↑  野本和幸「G.フレーゲの論理・数学・言語の哲学」人文科学研究 : キリスト教と文化 : Christianity and culture (48), 2016-12,国際基督教大学キリスト教と文化研究所,p.55.